# 武藤遊戯
- 遊☆戯☆王 > 遊☆戯☆王の登場人物 > 武藤遊戯
- 遊☆戯☆王 (アニメ第1作) > 遊☆戯☆王の登場人物 > 武藤遊戯
- 遊☆戯☆王デュエルモンスターズ > 遊☆戯☆王の登場人物 > 武藤遊戯
- 遊☆戯☆王デュエルモンスターズGX > 遊☆戯☆王デュエルモンスターズGXの登場人物 > 武藤遊戯

武藤 遊戯（むとう ゆうぎ）は、高橋和希による漫画『遊☆戯☆王』および、それを原作とする派生作品に登場する架空の人物。海外版ではYugi Mutou/Yugi Muto。裏人格についても本項で述べる。

## プロフィール
- 生年月日 - 6月4日（高校1年生→高校2年生→高校3年生）[1]
- 星座 - 双子座（ふたござ）[1]
- 身長 - 153cm[1]
- 体重 - 42kg[1]
- 血液型 - AB型[1]
- 好きな食べ物 - ハンバーガー[1]
- 嫌いな食べ物 - らっきょう[1]
- 家族構成 - 父[2]、母、祖父（武藤双六）
- 初出 - 学園編
- 嗜好 - ゲーム、ブルース・リーの大ファン[3]

闇遊戯（アテム）のプロフィール
- 生年月日 - 収穫期第三の月19日[4]
- 年齢 - 16歳[4]
- 身長 - 153cm[4]
- 体重 - 42kg[4]
- 血液型 - A型[4]
- 好きな食べ物 - ターメイヤ[4]
- 嫌いな食べ物 - バターレック[4]

## 概要

### 『遊☆戯☆王』
物語の主人公。当初はひ弱ないじめられっ子で、同級生の城之内克也や本田ヒロトからいじめを受けていた。城之内とは、風紀委員の牛尾がリンチをしていたところを遊戯が庇ったことがきっかけで友情が芽生えて大切な親友となり、本田とも友人関係になる。城之内と友情が芽生えた際、祖父・双六から貰って8年前から組み立て続けていた「千年パズル」を遂に完成させる。その瞬間、自身の中にもう一つの闇の人格「闇遊戯」が現れ、自分の周りにはびこる悪人たちに「闇のゲーム」を仕掛け、相手が敗北すれば恐ろしい罰ゲームを下して制裁する闇の番人となる（アニメ第1作では罰ゲームを下す際「闇の扉が開かれた」というキメ台詞があった）。当初は表遊戯と闇遊戯は互いの存在を認知しておらず、闇遊戯は悪人の行動や表遊戯の危機に対して登場する人格であった。表遊戯は闇遊戯が出現している間の記憶はなく、断片的な記憶喪失は自覚していたものの、闇遊戯の存在自体には気付いていなかった。また、学園編でのシャーディーとの対決で闇遊戯は城之内たちの前にも姿を現しているが、闇遊戯が表遊戯の別人格であることを知ることはなく、さほど気にしてもいなかった。
DEATH-T編にて、本田が犠牲になったことから海馬への怒りが増した表遊戯は城之内たちに闇遊戯の存在を説明し、彼らとの友情を確認した後、闇遊戯の存在を受け止めた。モンスターワールド編にて表遊戯が人形にされた際、表遊戯と闇遊戯は初めて顔を合わせ、城之内たちも正式に闇遊戯を認知するようになった。以降、表遊戯と闇遊戯は互いに会話を交わし、記憶も共有され、人格交代も任意するようになった。王国終了後は千年パズルに紐を通していたのを鎖に付け替える。アニメ第二作ではモンスターワールド編以前の話がカットされたことから獏良の闇人格と戦うエピソードがモンスターワールドからデュエルに変更される形で王国編に挿入され、その戦いで表遊戯たちが闇遊戯の存在を認知することになった。
闇の番人としての活躍がしばらく続いた後、「決闘者の王国（デュエリスト・キングダム）」や「バトルシティ」に出場した辺りからはトレーディングカードゲーム「マジック&ウィザーズ」を使って闘う「決闘者（デュエリスト）」としての活躍が大きく増えていく。それと同時に闇遊戯の出番も大きく増える。ほとんどの決闘（デュエル）に勝利し、やがて世界最強レベルのデュエリストとなっていく。
終盤の王の記憶編において、闇遊戯の正体が「アテム」という名の古代エジプトのファラオの魂だという事実が判明する。そして、最後の敵である大邪神ゾーク・ネクロファデスを無事封印することに成功するが、アテムは自分の役目を終えたために冥界に帰らなければならなくなる。そのためには、誰かがアテムと「闘いの儀」というデュエルを行いそれに勝利し、魂を安らかにする必要があると説明される。その相手は遊戯が自ら引き受け、2人は運命のデュエルをすることになる。2人はどちらも全力を出し合い、遊戯の勝利に終わる。今まで背中を追いかけ続け、絆を築いてきた闇遊戯との別れに遊戯は涙するも、闇遊戯はそれを慰め、冥界への扉を開いて旅立っていく。

### 『遊☆戯☆王デュエルモンスターズGX』
伝説の決闘王（デュエルキング）として、その名はデュエリストたちの間に知れ渡っている。前作の最終回から数年経過しており、アテムが既に冥界に旅立っているため、千年パズルは所持していない。この頃は成長して背も伸びた ばかりか声色も落ち着いていて、かつてのアテムに似てはいるものの穏やかな雰囲気を纏っていた。
ある日、道を歩いている際にぶつかって出会ったデュエリストの青年・遊城十代に、「ラッキーカードだ」と言い精霊の宿るモンスターカード「ハネクリボー」を託す（第1話）。その後は旅に出ており、劇中では時折存在は触れられるが、長らく姿を見せることはなかった。第177話では、ダークネスが「すでにこの世界で戦えるのは十代一人のみ」と発言していることから、一時的にダークネスの世界に取り込まれている。
しかし、ダークネスから世界中の人々を救出しデュエル・アカデミアの卒業式を終えて、一人去って旅立とうとする十代の前に再び姿を現す（第179話）。そして、十代が大人に成長する過程で失ってしまったものを取り戻させるため、「最強のデュエリスト」とデュエルさせると告げ、ハネクリボーとデュエル・アカデミアに展示されていた自身のデッキ（レプリカ）の力で十代を過去の自分のもとへ導く。そして、過去の童実野町に辿り着いた十代の前に、千年パズルと神のカードを所有していた頃の遊戯が姿を現した。
過去の遊戯は、十代と互いに一歩も譲らぬデュエルを繰り広げる。しかし、十代が最後に猛追を見せて勝負を制しようとした瞬間、遊戯の千年パズルが光を放つ。そして、現代の遊戯が告げた「最強のデュエリスト」である闇遊戯（アテム）が姿を現した。アテムの存在に関しては、デュエルモンスターズの精霊であるユベルも「キングオブデュエリストに宿るもう一つの魂」として知っていた。

### 映画『遊☆戯☆王 〜超融合!時空を越えた絆〜』
主人公の1人として登場。最初は表遊戯の状態でペガサス・J・クロフォードが主催するイベントのゲストに招かれていたが、パラドックスの襲撃に逢う。しかし、タイムスリップしてやってきた不動遊星と十代によってその30分前の時間に戻されたことから彼らの協力を受け入れ、パラドックスと対決することになる。そして対決前に闇遊戯と人格交代をして、パラドックスと闘う。本来は前に進んで闘うタイプだが、本作では2人のバックアップにまわる。『GX』第180話では十代を「十代君」と呼んでいたが、本作では呼び捨てしている。
『5D's』の時代においても伝説としてその名は知れ渡っており、「名もなきファラオの魂が宿っていた伝説のデュエリスト」と言われる。遊星からも尊敬の念を抱かれていた。

### 映画『遊☆戯☆王 THE DARK SIDE OF DIMENSIONS』
主人公の1人。闘いの儀でアテムを冥界に送り出したため、千年パズルは所持していない。高校卒業を間近に控え、将来の夢について城之内や杏子たちと話すなかで、「ゲームクリエイターになりたい」ことを明かす。卒業式では答辞を担当。
劇中では、アテム復活を企てる海馬とそれを阻止しようとする藍神らとデュエルを行う。デッキは原作で登場した「ブラック・マジシャン」や「サイレント・ソードマン」に加え、本作オリジナルのカードで構成されたものを使用する。
アテムは基本的に登場しないが、終盤で力が尽きかけてしまった遊戯の目の前に、台詞一切なしという形で現れ、ピンチを救った。その後は千年パズルとともに静かに消えていった。また、海馬の記憶で作られた立体映像だが、海馬とのデュエルで台詞を喋るシーンがある。

## 表遊戯
漫画『遊☆戯☆王』、『遊☆戯☆王R』およびアニメ『遊☆戯☆王』、『遊☆戯☆王デュエルモンスターズ』の主人公。非常に独特な髪型と、丸く垂れた大きな目が特徴。主に童実野高校の制服を着用し、スニーカーを履いている。「童実野町」に住み、「童実野高校」に通う高校1年生（DDM編からは2年生）。
一人称は「ボク」だが、ごく初期の頃は「オレ」も使用していた。
年齢の割に、体型は非常に小柄。性格は気弱で幼さが残るが暴力を嫌い、大切なものを守るためならどれほど凶悪な悪人であろうと臆せず立ち向かう強さと、たとえ敵対する人物であっても許し、信じようとする優しい心の持ち主。
弱気な面に隠れがちだが、強い正義感も持ち合わせている。様々な経験をすることで人間として著しく成長していく。祖父の影響もあって、大のゲーム好き。また、パンチラや成人向けなビデオに興味を示すという年相応な面もあり、杏子に千年パズルを語った際には「祖父の形見になる予定」と不謹慎な発言をする一面も見せている。
母親は登場しているが、父親に関しては原作・アニメ版にまったく登場・描写されていない。設定では、仕事の関係で単身赴任。アニメ第1作では双六と2人暮らしと説明されている（東映ホームページ参照）。原作者の高橋によると、『遊☆戯☆王』は「個」の成長を描いてるためあえて登場させていないという、また没案として実はゲームマスターだった父親が、ある島にゲームの試練を張りめぐらせ、息子の遊戯に挑戦して来る、というアイデアがあったが「これは、もう一人の自分と別れた後のエピソードでなければ意味がないのでボツにしましたが・・・」とのこと。
初登場時は自身のコンプレックスから幼なじみの杏子以外に「友達」と呼べるような人間がおらず、既述のようにクラスメイトの城之内や本田にいじめられていたが、風紀委員の牛尾からリンチを受けた2人を『友達』として庇ったことが城之内の心を動かし、友情が芽生える。以後はお互いに一番の親友として、信頼し合う関係となる。後に本田とも友人になり、杏子や城之内とともに学校内外問わず、常に行動をともにするようになる。
杏子に想いを寄せるが、彼女の闇遊戯への気持ちに気付き、優先して闇遊戯に交代するなど支援する側にまわっている。
双六から譲り受けた千年パズルを組み上げたことで、もう一人の人格・闇遊戯を宿すようになる。当初は、闇遊戯が出現している間の部分的な記憶喪失には自覚があったものの、闇遊戯の存在に気づくには至っていなかった。しかし、シャーディーとの対面時に彼からもう1人の人格の存在を示唆され、やがて「二つの人格を持つ」という異常な状態に不安感を覚えるようになるが、DEATH-Tでの城之内の言葉によってそれを克服し、「もう1人」の存在を受け入れる。以降の人格交代は双方の意思によるものとなり、記憶も共有されるようになる。闇遊戯との絆はより深いものとなり、彼のことを「もう1人のボク」と呼ぶようになる。
D・D・D編では、ブラック・クラウンの最新ゲーム「D・D・D(ダンジョンダイスモンスターズ)」を買いに行ったところを店主のミスタークラウンの策略で千年パズルが奪われ、D・D・Dを作り上げた張本人である御伽と千年パズルを掛けた対決を行う。序盤は思い通りにクリーチャーを召喚できず、悪戦苦闘になっていたが、次第に闇遊戯譲りの強運ぶりを発揮し、御伽を追い詰める。その途中でクラウンによって千年パズルが壊され、闇遊戯の記憶を失ったと決めて激しく号泣していたが、御伽や闇バクラの叱咤を受けて再び立ち上がる。最終的に装甲魔道士パズーの特殊能力でダンジョンマスターを戦うダンジョンマスターへと変化させ、ゴッドオーガスを倒して勝負を決めた。その直後にクラウンに拷問され、闇のゲームで呪われそうになるが、クラウンがパズルの幻惑に掛けられたどさくさで火事を起こしてしまい、彼を救出すると共にパズルを命がけで組み立て始める。パズル完成後、彼を見守った城之内に救出され、勇敢ぶりの姿に「鎖の絆」と呼ばれていた。
バトルシティ編を経て闇遊戯の正体と自分の使命を認識し、彼を冥界に帰すことを決意する。バトルシティ決勝大会進出決定後、マリクによって洗脳された城之内との「死のデュエル」を強要され、逡巡する闇遊戯に代わって対決。マリクの部下が仕込んだ使用禁止カードであるバーンカードによって大幅にダメージながらも、城之内の相棒ともいうべき「真紅眼の黒竜」を召喚し、自らと城之内との友情と千年パズルをかけた必至の説得を試みた。遂に城之内が洗脳から解放されると、闇遊戯からいずれ自分を超えることを暗に告げられて闘いの儀とそれに伴う自身との別れの日が近付きつつあることを示唆された。王の記憶編では、闇遊戯に本当の名前を伝えるためにバクラとの闇のデュエルに1人で立ち向かえるまでに成長している 闘いの儀においては自ら彼に引導を渡す役目を引き受け、激戦の末に勝利し、去っていく闇遊戯（アテム）を涙ながらに見送った。
デッキは闇遊戯とともに作ったものを2人で使用していたが、最終章からは1人で組んだデッキを使用。最終章にて三幻神や「ブラック・マジシャン」を操る闇遊戯とのデュエルで彼を超え、本当の意味で自立した。
劇場版では、闇遊戯を彷彿とさせる聡明さを見せ、終盤に卒業式で答辞を読んだ。卒業後はゲームクリエイターを志し、将来的にはドイツへ渡ることを夢見ている。

## 闇遊戯

### 人物
もう1人の主人公。遊戯が千年パズルを完成させたことで、パズルに眠っていた人格が所持者の遊戯に宿る形で現世に復活を果たす。あらゆるゲームのプロフェッショナルで、圧倒的なプレイングと強運を誇る。闇の番人として心の領域を踏み越えた者＝悪人に闇のゲームを持ちかけ、敗北した者に恐ろしい罰ゲームを与え裁いていく。
一人称は「オレ」だが、ごく初期の頃は「ボク」も使用している。表遊戯とともにペガサスを破ってからは、彼のことを「相棒」と呼ぶ。
表遊戯と比べて目つき、顔つきなどが鋭くなり、身長も高い。髪型は表遊戯のものに加えて針のような金色の髪が3本立つ。表遊戯と違い、ヒールのような靴を履いている。学ランをマントのように肩にかけることもある。
初期の頃は顔つきや口調、性格などは傲岸不遜なかなり邪悪なものだった。文庫版では一部、顔つきなどが後期の闇遊戯に近いものに修正されている（文庫版遊戯王第1巻より）。
性格は基本的に真面目、強気、大胆不敵で、相手を「あんた」と呼び、仲間を傷つけたり不正をする者には容赦ないが、その一方で真崎杏子とのデート中にカードショップでうれしそうな顔を見せたり、表遊戯に腕にシルバーを巻くように勧めるなど若干軽いところや不良っぽい面もある。
イシズを除くほかの4人の千年アイテム所持者に比べて相手の命にかかわるような罰を行ったことはなく、囚人ナンバー777や猪頭五郎のように火や火薬を用いた危険なゲームでも『遊☆戯☆王 キャラクターズガイドブック -真理の福音-』によるとやけどで済んでいる。唯一の例外は井守であるが、彼の場合は遊戯が行ったものではなく、ゲームの特性によるものである。
杏子からは好意を持たれるが、その想いに本人が気付くことは最後までなかった。
世界最強クラスのデュエリストであり、ほとんどのデュエルに勝利しているが、ペガサス・J・クロフォードとの1戦目、決闘の王国編での海馬瀬人、アニメオリジナル「ドーマ編」における初回のラフェール戦、前述の通り戦いの儀での表遊戯ではそれぞれ敗北の描写が描かれている。使用デッキは遊戯とともに構築した、「ブラック・マジシャン」を中心とした上級モンスターが多めの重量デッキである。
仲間たちからは表遊戯と変わらぬ友情と信頼を寄せられており、本人も同様の友情と信頼を抱いている。ライバルに対しても基本的には友好的に接するが、何らかの危害を加えてきた相手は徹底的に打ちのめす。
当初より周囲はもちろん、自分でも遊戯のもう1つの人格だと考えていたが、その正体は古代エジプト第18王朝を治めていた王の魂。その名と記憶は失われていたが、千年アイテムや三幻神のカードに関わっていくうちに己の正体を見出していく。
真の名は“アテム”で、これはエジプト神話の太陽神アテンに由来する。
アテムとしての正体を現した時は、通常より肌の色が黒くなり、古代エジプトらしい格好になる。
先代ファラオでもある父・アクナムカノン王の跡を継ぎ、若くして王座に即位。しかし、盗賊王バクラの襲撃と大邪神ゾーク・ネクロファデスの力で闇の大神官となったアクナディンの謀反により、窮地に追い込まれる。そして闇の大神官との戦いの末、自らの魂と記憶を引き換えに闇の大神官を道連れに千年錐（千年パズル）に自身を封印した。アニメでは闇の大神官ではなくゾーク自身を道連れに千年錐に封印している。
古代編ではファラオの名を以って三幻神を束ね「光の創世神ホルアクティ」を召喚し、大邪神ゾークを滅した。
王としての記憶と真の名前を取り戻した後、冥界へ還るための儀式「戦いの儀」で遊戯と最後の決闘を行う。三幻神を召喚して遊戯を圧倒するが、彼のデッキの必殺コンボにより破られ、さらには最強のしもべである「ブラック・マジシャン」も倒される。最終的には「死者蘇生」でオシリスを蘇生して勝負をつけようとしたが、遊戯の「封印の黄金櫃」により蘇生は無効。自身の切り札を読んだ遊戯を、自身を超えたと認め敗北。涙する遊戯を励まし、最後は仲間に見送られて冥界へと旅立った。
冥界に旅立った後も伝説的な形でその存在は語り継がれており、数年後の住人である十代はもちろん、数十年後の住人である不動遊星も「武藤遊戯に宿った名もなきファラオの魂」としてアテム（闇遊戯）の存在を知っていた。遊星の仲間であるジャック・アトラスは「一度戦ってみたいものだ。まあ、タイムスリップでもしない限り不可能だがな」と言っている。
原作、アニメにおいて「闇遊戯」の名称は一切使われておらず、アニメのEDクレジットも一貫して「武藤遊戯」のままである。この名称が初めて使われたのはゲーム版である。
澤井啓夫のギャグ漫画『ボボボーボ・ボーボボ』の第104話でゲストキャラとして、ボーボボの頭の中から登場。攻略不可能なゲームで追い詰めるハレクラニに対して「切り札」として出され、オシリスの天空竜を召喚し攻撃、ゲームを打開している。本人の出番は1コマのみで、帰る直前に天の助と首領パッチからはサインとデュエルを要求されていた。なお、このシーンの闇遊戯は高橋の筆によるものだが、召喚されたオシリスの天空竜は澤井の筆によるもので、画風の差は作中でギャグとして扱われている。アニメ版では遊戯とオシリスが登場するシーンがカットされている。

## マジック&ウィザーズ（デュエルモンスターズ）における使用デッキ
魔法使い族と戦士族を中心とした、攻守バランスに優れたデッキ。複数のカードのコンボで相手を追い詰めてゆく。アニメ放送終了後にはこれらの派生種であるOCGオリジナルカードがOCG化されている。
| 武藤遊戯が使用したカード一覧        | 武藤遊戯が使用したカード一覧 | 武藤遊戯が使用したカード一覧 | 武藤遊戯が使用したカード一覧                                                                           |
| カード名                            | 使用した作品 | 備考 | 「闘いの義」 「遊戯王R」 「遊☆戯☆王 THE DARK SIDE OF DIMENSIONS」 での使用者                           |
| モンスターカード                    | モンスターカード | モンスターカード | モンスターカード                                                                                       |
| ----------------------------------- | --- | --- | --- |
| ブラック・マジシャン                | 原作 アニメ『遊☆戯☆王 (アニメ第1作)』(劇場版) アニメ『遊☆戯☆王デュエルモンスターズ』 アニメ『遊☆戯☆王デュエルモンスターズGX』 アニメ『10thアニバーサリー 劇場版 遊☆戯☆王 〜超融合!時空を越えた絆〜』 映画『遊☆戯☆王 THE DARK SIDE OF DIMENSIONS』 | 原作でのレベルは6だが、バトル・シティ編以降ではレベル7以上からの生け贄によって召喚するという矛盾が生じており、OCG及びアニメ『DM』以降はその矛盾を埋めるためレベル7となっている。                                 | 闇遊戯(アテム)                                                                                         |
| ブラック・マジシャン・ガール        | 原作 アニメ『遊☆戯☆王デュエルモンスターズ』 アニメ『遊☆戯☆王デュエルモンスターズGX』 アニメ『10thアニバーサリー 劇場版 遊☆戯☆王 〜超融合!時空を越えた絆〜』 映画『遊☆戯☆王 THE DARK SIDE OF DIMENSIONS』                                          | - | 闇遊戯(アテム)                                                                                         |
| オシリスの天空竜                    | 原作 アニメ『遊☆戯☆王デュエルモンスターズ』 アニメ『遊☆戯☆王デュエルモンスターズGX』 遊戯王R | 神のカード。バトルシティ編でマリクが操る人形に勝利して入手。 | 闇遊戯(アテム)                                                                                         |
| オベリスクの巨神兵                  | 原作 アニメ『遊☆戯☆王デュエルモンスターズ』 遊戯王R | 神のカード。バトルシティ準決勝で海馬に勝利して入手。 | 闇遊戯(アテム)                                                                                         |
| ラーの翼神竜                        | 原作 アニメ『遊☆戯☆王デュエルモンスターズ』 遊戯王R | 神のカード。バトルシティ決勝でマリクに勝利して入手。 | 闇遊戯(アテム)                                                                                         |
| クリボー                            | 原作 アニメ『遊☆戯☆王デュエルモンスターズ』 アニメ『遊☆戯☆王デュエルモンスターズGX』 アニメ『10thアニバーサリー 劇場版 遊☆戯☆王 〜超融合!時空を越えた絆〜』                                                                                       | | |
| デーモンの召喚                      | 原作 アニメ『遊☆戯☆王デュエルモンスターズ』 | - | 表遊戯（アニメのみ）                                                                                   |
| 暗黒騎士ガイア                      | 原作 アニメ『遊☆戯☆王デュエルモンスターズ』 | | |
| 疾風の暗黒騎士ガイア                | アニメ『遊☆戯☆王デュエルモンスターズ』 アニメ『遊☆戯☆王デュエルモンスターズGX』 | - | 闇遊戯（アテム）                                                                                       |
| カース・オブ・ドラゴン              | 原作 アニメ『遊☆戯☆王デュエルモンスターズ』 | - | 表遊戯（アニメのみ）                                                                                   |
| エルフの剣士                        | 原作 アニメ『遊☆戯☆王デュエルモンスターズ』 映画『遊☆戯☆王 THE DARK SIDE OF DIMENSIONS』 | 登場頻度はそれなり以上。劇場版『遊☆戯☆王 THE DARK SIDE OF DIMENSIONS』ではシミュレーションの闇遊戯（アテム）が使用。                                                                                             | |
| 翻弄するエルフの剣士                | アニメ『遊☆戯☆王デュエルモンスターズ』 アニメ『遊☆戯☆王デュエルモンスターズGX』 | | |
| ビッグ・シールド・ガードナー        | 原作 アニメ『遊☆戯☆王デュエルモンスターズ』 遊戯王R | - | アテム（アニメのみ）                                                                                   |
| バスター・ブレイダー                | 原作 アニメ『遊☆戯☆王デュエルモンスターズ』 アニメ『遊☆戯☆王デュエルモンスターズGX』 | - | 表遊戯（アニメのみ）                                                                                   |
| 磁石の戦士α                         | 原作 アニメ『遊☆戯☆王デュエルモンスターズ アニメ『遊☆戯☆王デュエルモンスターズGX』 遊戯王R | - | 表遊戯（アニメのみ）                                                                                   |
| 磁石の戦士β                         | 原作 アニメ『遊☆戯☆王デュエルモンスターズ』 遊戯王R | - | 表遊戯（アニメのみ）                                                                                   |
| 磁石の戦士γ                         | 原作 アニメ『遊☆戯☆王デュエルモンスターズ』 遊戯王R | - | 表遊戯（アニメのみ）                                                                                   |
| ワイト                              | 原作 | | |
| きのこマン                          | 原作 | | |
| クリッター                          | 原作 アニメ『遊☆戯☆王デュエルモンスターズ』 | | |
| 暗黒の竜王                          | 原作 アニメ『遊☆戯☆王デュエルモンスターズ』 | | |
| デビル・ドラゴン                    | 原作 アニメ『遊☆戯☆王デュエルモンスターズ』 | | |
| グレート・ホワイト                  | 原作 | | |
| ベビー・ドラゴン                    | 原作 | ビデオでのペガサス戦でデッキに投入していたが召喚されなかった。 後に「時の魔術師」とともに城之内に譲渡された。 | |
| アンデッド・ウォリアー              | 原作 | OCGでは融合モンスター | |
| 封印されしエクゾディア              | 原作 アニメ『遊☆戯☆王 (アニメ第1作)』 アニメ『遊☆戯☆王デュエルモンスターズ』 | | |
| 封印されし者の右腕                  | 原作 アニメ『遊☆戯☆王 (アニメ第1作)』 アニメ『遊☆戯☆王デュエルモンスターズ』 | | |
| 封印されし者の左腕                  | 原作 アニメ『遊☆戯☆王 (アニメ第1作)』 アニメ『遊☆戯☆王デュエルモンスターズ』 | | |
| 封印されし者の右足                  | 原作 アニメ『遊☆戯☆王 (アニメ第1作)』 アニメ『遊☆戯☆王デュエルモンスターズ』 | | |
| 封印されし者の左足                  | 原作 アニメ『遊☆戯☆王 (アニメ第1作)』 アニメ『遊☆戯☆王デュエルモンスターズ』 | | |
| シャドウマン                        | アニメ『遊☆戯☆王 (アニメ第1作)』 | 未OCG化 | |
| ダークマンモス                      | アニメ『遊☆戯☆王 (アニメ第1作)』 | 未OCG化 | |
| ネオンナイト                        | アニメ『遊☆戯☆王 (アニメ第1作)』 | 未OCG化。デッキに入れていたが、シェルダン伯爵に奪取された。 OCG展開以前には、バンダイから発売された「カードダス遊戯王」第3弾に収録された。                                                                       | |
| ナイトソルジャー                    | アニメ『遊☆戯☆王 (アニメ第1作)』 | 未OCG化。 OCG展開以前には、バンダイから発売された「カードダス遊戯王」第3弾に収録された。 | |
| デスウルフ                          | アニメ『遊☆戯☆王 (アニメ第1作)』 | 未OCG化 | |
| キマイラ                            | アニメ『遊☆戯☆王 (アニメ第1作)』 | 未OCG化。後述の「有翼幻獣キマイラ」とは別カード。DEATH-T海馬戦において壁モンスターとなった。 OCG展開以前には、バンダイから発売された「カードダス遊戯王」第3弾に収録された。                                      | |
| スリーピングワーム                  | アニメ『遊☆戯☆王 (アニメ第1作)』 | 「時計カード」を使うと「アイアンビートル」に変化する。 | |
| ブラックスコーピオン                | アニメ『遊☆戯☆王 (アニメ第1作)』 | 未OCG化 | |
| ロックガン                          | アニメ『遊☆戯☆王 (アニメ第1作)』 | 未OCG化。 OCG展開以前には、バンダイから発売された「カードダス遊戯王」第3弾に収録された。 | |
| ビッグトゥリー                      | アニメ『遊☆戯☆王 (アニメ第1作)』 | 未OCG化 | |
| キングレックス                      | アニメ『遊☆戯☆王 (アニメ第1作)』 | 未OCG化。 OCG展開以前には、バンダイから発売された「カードダス遊戯王」第3弾に収録された。 | |
| ゴースト                            | アニメ『遊☆戯☆王 (アニメ第1作)』 | 未OCG化。OCGの同名カードとは別カード。 | |
| 岩石の巨兵                          | 原作 アニメ『遊☆戯☆王デュエルモンスターズ』 | | |
| 砦を守る翼竜                        | 原作 アニメ『遊☆戯☆王デュエルモンスターズ』 | | |
| グレムリン                          | 原作 アニメ『遊☆戯☆王デュエルモンスターズ』 | | |
| インプ                              | 原作 アニメ『遊☆戯☆王デュエルモンスターズ』 | | |
| シルバー・フォング                  | 原作 アニメ『遊☆戯☆王デュエルモンスターズ』 | | |
| ルイーズ                            | 原作 アニメ『遊☆戯☆王デュエルモンスターズ』 | | |
| サイガー                            | 原作 アニメ『遊☆戯☆王デュエルモンスターズ』 | | |
| ホーリー・エルフ                    | 原作 アニメ『遊☆戯☆王デュエルモンスターズ』 アニメ『遊☆戯☆王デュエルモンスターズGX』 | | |
| グリフォール                        | 原作 アニメ『遊☆戯☆王デュエルモンスターズ』 | | |
| ルード・カイザー                    | アニメ『遊☆戯☆王デュエルモンスターズ』 | 原作では海馬のみが使用。 | |
| カタパルト・タートル                | 原作 アニメ『遊☆戯☆王デュエルモンスターズ』 | | |
| 真紅眼の黒竜                        | 原作 アニメ『遊☆戯☆王 (アニメ第1作)』(劇場版) アニメ『遊☆戯☆王デュエルモンスターズ』 | バトルシティ編の洗脳された城之内との戦いや、準決勝・海馬戦で使用。 アニメ一作目の劇場版ではメテオ・ブラック・ドラゴンの融合素材となった。                                                                        | |
| メテオ・ドラゴン                    | アニメ『遊☆戯☆王 (アニメ第1作)』(劇場版) | | |
| 暗黒魔族 ギルファー・デーモン       | 原作 アニメ『遊☆戯☆王デュエルモンスターズ』 アニメ『遊☆戯☆王デュエルモンスターズGX』 遊戯王R | - | アテム（アニメのみ）                                                                                   |
| ジャックス・ナイト                  | 原作 アニメ『遊☆戯☆王デュエルモンスターズ』 遊戯王R | 原作及びRではレベル4だが、アニメ及びOCGではレベル5となっている。 | 闇遊戯（アテム）                                                                                       |
| クィーンズ・ナイト                  | 原作 アニメ『遊☆戯☆王デュエルモンスターズ』 遊戯王R | - | アテム（アニメのみ）                                                                                   |
| キングス・ナイト                    | 原作 アニメ『遊☆戯☆王デュエルモンスターズ』 遊戯王R | - | アテム（アニメのみ）                                                                                   |
| 幻獣王ガゼル                        | 原作 アニメ『遊☆戯☆王デュエルモンスターズ』 遊戯王R | - | アテム（アニメのみ）                                                                                   |
| バフォメット                        | 原作 アニメ『遊☆戯☆王デュエルモンスターズ』 | - | アテム（アニメのみ）                                                                                   |
| 死の4つ星てんとう虫                 | アニメ『遊☆戯☆王デュエルモンスターズ』 | | |
| 執念深き老魔術師                    | アニメ『遊☆戯☆王デュエルモンスターズ』 | | |
| 魔導戦士ブレイカー                  | アニメ『遊☆戯☆王デュエルモンスターズ』 | | |
| マンモスの墓場                      | 原作 アニメ『遊☆戯☆王デュエルモンスターズ』 | | |
| デス・ヴォルストガルフ              | アニメ『遊☆戯☆王デュエルモンスターズ』 | | |
| ホーリー・ナイト・ドラゴン          | アニメ『遊☆戯☆王デュエルモンスターズ』 | | |
| タイホーン                          | 原作 | 原作に逆輸入された、OCG初出のカード。 | |
| 魔人 テラ                           | 原作 | 原作に逆輸入された、OCG初出のカード。 | |
| マジシャンズ・ヴァルキリア          | 映画『遊☆戯☆王デュエルモンスターズ 光のピラミッド』 | | |
| サイバーポッド                      | アニメ『遊☆戯☆王デュエルモンスターズ』 | 元は海馬のカード。 | |
| THE トリッキー                      | 原作 アニメ『遊☆戯☆王デュエルモンスターズ』 遊戯王R | 初出は原作の闘いの義。 | 闇遊戯（アテム）                                                                                       |
| ブロックマン                        | 原作 アニメ『遊☆戯☆王デュエルモンスターズ』 遊戯王R | 初出は原作の闘いの義。 | 表遊戯                                                                                                 |
| 冥王竜ヴァンダルギオン              | 遊戯王R | | |
| 黒犬獣バウ                          | 遊戯王R | 未OCG化 | |
| 闇紅の魔導師                        | 遊戯王R | | |
| 冥府の使者ゴーズ                    | 遊戯王R | | |
| 冥府の使者カイエン                  | 遊戯王R | OCGではトークン扱い | |
| 超電磁タートル                      | アニメ『遊☆戯☆王デュエルモンスターズ』 | | |
| ワタポン                            | アニメ『遊☆戯☆王デュエルモンスターズ』 アニメ『遊☆戯☆王デュエルモンスターズGX』 | - | 表遊戯                                                                                                 |
| クリバビロン                        | アニメ『遊☆戯☆王デュエルモンスターズ』 | | |
| クリバー                            | アニメ『遊☆戯☆王デュエルモンスターズ』 | | |
| クリビー                            | アニメ『遊☆戯☆王デュエルモンスターズ』 | | |
| クリブー                            | アニメ『遊☆戯☆王デュエルモンスターズ』 | | |
| クリベー                            | アニメ『遊☆戯☆王デュエルモンスターズ』 | | |
| クリバンデット                      | アニメ『遊☆戯☆王デュエルモンスターズ』 | | |
| レッド・ガジェット                  | 原作 アニメ『遊☆戯☆王デュエルモンスターズ』 | - | 表遊戯                                                                                                 |
| イエロー・ガジェット                | 原作 アニメ『遊☆戯☆王デュエルモンスターズ』 | - | 表遊戯                                                                                                 |
| グリーン・ガジェット                | 原作 アニメ『遊☆戯☆王デュエルモンスターズ』 | - | 表遊戯                                                                                                 |
| サイレント・ソードマン              | 原作 アニメ『遊☆戯☆王デュエルモンスターズ』 | - | 表遊戯                                                                                                 |
| サイレント・マジシャン              | 原作 アニメ『遊☆戯☆王デュエルモンスターズ』 | - | 表遊戯                                                                                                 |
| トイ・ソルジャー                    | 遊戯王R | - | 表遊戯                                                                                                 |
| トイ・タンク                        | 遊戯王R | - | 表遊戯                                                                                                 |
| トイ・マジシャン                    | 遊戯王R | - | 表遊戯                                                                                                 |
| マシュマロン                        | 原作 アニメ『遊☆戯☆王デュエルモンスターズ』 | - | 表遊戯                                                                                                 |
| 黒き森のウィッチ                    | アニメ『遊☆戯☆王デュエルモンスターズ』 | - | 表遊戯                                                                                                 |
| 破滅竜ガンドラX                     | 映画『遊☆戯☆王 THE DARK SIDE OF DIMENSIONS』 | - | 表遊戯                                                                                                 |
| ゴールド・ガジェット                | 映画『遊☆戯☆王 THE DARK SIDE OF DIMENSIONS』 | - | 表遊戯                                                                                                 |
| シルバー・ガジェット                | 映画『遊☆戯☆王 THE DARK SIDE OF DIMENSIONS』 | - | 表遊戯                                                                                                 |
| アップル・マジシャン・ガール        | 映画『遊☆戯☆王 THE DARK SIDE OF DIMENSIONS』 | - | 表遊戯                                                                                                 |
| レモン・マジシャン・ガール          | 映画『遊☆戯☆王 THE DARK SIDE OF DIMENSIONS』 | - | 表遊戯                                                                                                 |
| 岩石の番兵                          | 映画『遊☆戯☆王 THE DARK SIDE OF DIMENSIONS』 | - | 表遊戯                                                                                                 |
| マシュマカロン                      | 映画『遊☆戯☆王 THE DARK SIDE OF DIMENSIONS』 | - | 表遊戯                                                                                                 |
| 暗黒騎士ガイアロード                | 映画『遊☆戯☆王 THE DARK SIDE OF DIMENSIONS』 | - | |
| 守護神官マハード                    | 映画『遊☆戯☆王 THE DARK SIDE OF DIMENSIONS』 | - | 闇遊戯（アテム）                                                                                       |
| エルフの聖剣士                      | 映画『遊☆戯☆王 THE DARK SIDE OF DIMENSIONS』 | シミュレーションの闇遊戯（アテム）が使用。 | |
| 特殊召喚モンスター                  | | | |
| 黒衣の大賢者                        | アニメ『遊☆戯☆王デュエルモンスターズ』 | | |
| 磁石の戦士マグネット・バルキリオン  | 原作 アニメ『遊☆戯☆王デュエルモンスターズ』 アニメ『遊☆戯☆王デュエルモンスターズGX』 | - | 表遊戯（アニメのみ）                                                                                   |
| 幻影の騎士-ミラージュ・ナイト-      | アニメ『遊☆戯☆王デュエルモンスターズ』 | 乃亜編での城之内とのタッグで使用。 | |
| ブラック・マジシャンズ・ナイト      | アニメ『遊☆戯☆王デュエルモンスターズ』 | 乃亜編での城之内とのタッグで使用。 | |
| 岩の精霊 タイタン                   | アニメ『遊☆戯☆王デュエルモンスターズ』 | | |
| 黒の魔法神官                        | 映画『遊☆戯☆王デュエルモンスターズ 光のピラミッド』 | | |
| 伝説の騎士 ティマイオス             | アニメ『遊☆戯☆王デュエルモンスターズ』 | | |
| 伝説の騎士 クリティウス             | アニメ『遊☆戯☆王デュエルモンスターズ』 | | |
| 伝説の騎士 ヘルモス                 | アニメ『遊☆戯☆王デュエルモンスターズ』 | | |
| 合身竜 ティマイオス                 | アニメ『遊☆戯☆王デュエルモンスターズ』 | | |
| ロイヤル・ストレート・スラッシャー  | アニメ『遊☆戯☆王デュエルモンスターズ』 | | |
| 融合モンスター                      | | | |
| 竜騎士ガイア                        | 原作 アニメ『遊☆戯☆王デュエルモンスターズ』 | | |
| ブラック・デーモンズ・ドラゴン      | 原作 アニメ『遊☆戯☆王デュエルモンスターズ』 | タッグデュエルにおける、城之内の真紅眼との融合。 | |
| メテオ・ブラック・ドラゴン          | アニメ『遊☆戯☆王 (アニメ第1作)』(劇場版) | | |
| 有翼幻獣キマイラ                    | 原作 アニメ『遊☆戯☆王デュエルモンスターズ』 | - | アテム（アニメのみ）                                                                                   |
| 超魔導剣士-ブラック・パラディン     | 原作 アニメ『遊☆戯☆王デュエルモンスターズ』 | | |
| アルカナ・ナイトジョーカー          | 遊戯王R | | |
| 呪符竜                              | アニメ『遊☆戯☆王デュエルモンスターズ』 | | |
| 竜騎士ブラック・マジシャン・ガール  | アニメ『遊☆戯☆王デュエルモンスターズ』 | | |
| 黒炎の騎士 ブラック・フレア・ナイト | アニメ『遊☆戯☆王デュエルモンスターズ』 | 乃亜編における城之内とのタッグで使用。 | |
| 女神の聖弓-アルテミス               | アニメ『遊☆戯☆王デュエルモンスターズ』 | | |
| 究極竜騎士                          | アニメ『遊☆戯☆王デュエルモンスターズ』 | 初出はDMクエスト。 デュエルではドーマ編VSダーツ戦の海馬とのタッグマッチで使用。 | |
| 儀式モンスター                      | | | |
| カオス・ソルジャー                  | 原作 アニメ『遊☆戯☆王デュエルモンスターズ』 アニメ『遊☆戯☆王デュエルモンスターズGX』 | | |
| マジシャン・オブ・ブラックカオス    | 原作 アニメ『遊☆戯☆王デュエルモンスターズ』 | | |
| 魔法カード                          | | | |
| 時計カード                          | アニメ『遊☆戯☆王 (アニメ第1作)』 | 未OCG化 | |
| 奇跡の水                            | アニメ『遊☆戯☆王 (アニメ第1作)』 | 未OCG化 | |
| 光の笛                              | アニメ『遊☆戯☆王 (アニメ第1作)』 | 未OCG化 | |
| 大地の龍脈                          | アニメ『遊☆戯☆王 (アニメ第1作)』(劇場版) | 未OCG化。 OCG展開以前には、バンダイから発売された「カードダス遊戯王」第3弾に収録された。 | |
| 秘術の書                            | アニメ『遊☆戯☆王デュエルモンスターズ』 | - | 闇遊戯（アテム）                                                                                       |
| 魔法解除                            | 原作 遊戯王R | OCGでは「魔法除去」というカード名に変更。 | |
| ブラック・ホール                    | アニメ『遊☆戯☆王デュエルモンスターズ』 | | |
| 地割れ                              | アニメ『遊☆戯☆王デュエルモンスターズ』 | | |
| 融合                                | 原作 アニメ『遊☆戯☆王デュエルモンスターズ』 遊戯王R | - | アテム（アニメのみ）                                                                                   |
| 死者蘇生                            | 原作 アニメ『遊☆戯☆王デュエルモンスターズ』 遊戯王R 映画『遊☆戯☆王 THE DARK SIDE OF DIMENSIONS』 | 原作・アニメDMでは速攻魔法のように相手ターンに発動したことから、関連するOCGカードは「マジックカード「死者蘇生」」という速攻魔法カードが存在する。                                                                | 表遊戯 闇遊戯(アテム)                                                                                  |
| 心変わり                            | アニメ『遊☆戯☆王デュエルモンスターズ』 | | |
| 光の護封剣                          | 原作 アニメ『遊☆戯☆王デュエルモンスターズ』 遊戯王R | - | 表遊戯                                                                                                 |
| 魂の解放                            | アニメ『遊☆戯☆王デュエルモンスターズ』 | | |
| 強欲な壺                            | 原作 アニメ『遊☆戯☆王デュエルモンスターズ』 | 原作に逆輸入された、OCG初出のカード。 | 表遊戯 闇遊戯（アテム） （双方アニメのみ）                                                             |
| 天使の施し                          | アニメ『遊☆戯☆王デュエルモンスターズ』 | | |
| カオスの儀式                        | 原作 アニメ『遊☆戯☆王デュエルモンスターズ』 | | |
| カオス-黒魔術の儀式-                | 原作 アニメ『遊☆戯☆王デュエルモンスターズ』 | | |
| 大嵐                                | アニメ『遊☆戯☆王デュエルモンスターズ』 | | |
| 一角獣のホーン                      | 原作 アニメ『遊☆戯☆王デュエルモンスターズ』 | | |
| モンスター回収                      | 原作 アニメ『遊☆戯☆王デュエルモンスターズ』 遊戯王R | | |
| 燃えさかる大地                      | 原作 アニメ『遊☆戯☆王デュエルモンスターズ』 | | |
| サイクロン                          | アニメ『遊☆戯☆王デュエルモンスターズ』 | | |
| 魔霧雨                              | 原作 アニメ『遊☆戯☆王デュエルモンスターズ』 | | |
| 魔性の月                            | 原作 | アニメではOCGとの兼ね合いから「フルムーン」というカードに差し替えられた。 | |
| マジカル・シルクハット              | 原作 アニメ『遊☆戯☆王デュエルモンスターズ』 アニメ『遊☆戯☆王デュエルモンスターズGX』 | OCGでは罠カード。 | |
| 死のマジック・ボックス              | 原作 アニメ『遊☆戯☆王デュエルモンスターズ』 | | |
| シフトチェンジ                      | 原作 アニメ『遊☆戯☆王デュエルモンスターズ』 アニメ『遊☆戯☆王デュエルモンスターズGX』 | OCG及びアニメ『GX』では罠カード。アニメ『DM』ではOCGとの兼ね合いから「モンスター・リプレイス」というカードに差し替えられた。                                                                                     | |
| 真実の眼                            | 原作 アニメ『遊☆戯☆王デュエルモンスターズ』 | OCGでは罠カード。 | |
| 増殖                                | 原作 アニメ『遊☆戯☆王デュエルモンスターズ』 | | |
| 魔法効果の矢                        | 原作 アニメ『遊☆戯☆王デュエルモンスターズ』 | | |
| 洗脳-ブレイン・コントロール         | 原作 アニメ『遊☆戯☆王デュエルモンスターズ』 遊戯王R | | |
| 速攻                                | アニメ『遊☆戯☆王デュエルモンスターズ』 | 未OCG化 | |
| 光の封札剣                          | 原作 アニメ『遊☆戯☆王デュエルモンスターズ』 | OCGとアニメ『DM』第55話・第57話・第66話では罠カード。第57話・第66話では罠カードだが魔法カードと発言している。 | |
| 浅すぎた墓穴                        | アニメ『遊☆戯☆王デュエルモンスターズ』 | | |
| 早すぎた埋葬                        | アニメ『遊☆戯☆王デュエルモンスターズ』 | | |
| 手札抹殺                            | 原作 アニメ『遊☆戯☆王デュエルモンスターズ』 | | |
| 千本ナイフ                          | アニメ『遊☆戯☆王デュエルモンスターズ』 アニメ『遊☆戯☆王デュエルモンスターズGX』 映画『遊☆戯☆王 THE DARK SIDE OF DIMENSIONS』 | - | 原作ではパンドラのみが使用。 劇場版『THE DARK SIDE OF DIMENSIONS』ではシミュレーションの闇遊戯が使用。 |
| 黒魔術のカーテン                    | アニメ『遊☆戯☆王デュエルモンスターズ』 | - | 原作ではパンドラのみが使用。                                                                           |
| 魔法の筒                            | 原作 アニメ『遊☆戯☆王デュエルモンスターズ』 アニメ『遊☆戯☆王デュエルモンスターズGX』 | OCG及びアニメでは罠カード。ただし光の封札剣同様に魔法カードと発言している。 | |
| エクスチェンジ                      | 原作 アニメ『遊☆戯☆王デュエルモンスターズ』 | | |
| 魔術の呪文書                        | 原作 アニメ『遊☆戯☆王デュエルモンスターズ』 | | |
| 罠はずし                            | 原作 | 原作に逆輸入された、OCG初出のカード。 | |
| 悪魔払い                            | アニメ『遊☆戯☆王デュエルモンスターズ』 | | |
| 虹色の祝福                          | アニメ『遊☆戯☆王デュエルモンスターズ』 | 未OCG化 | |
| 賢者の宝石                          | 映画『遊☆戯☆王デュエルモンスターズ 光のピラミッド』 | - | アニメ第二作目では杏子のみが使用                                                                       |
| 魔導師の力                          | 映画『遊☆戯☆王デュエルモンスターズ 光のピラミッド』 | | |
| ネクロマンシー                      | アニメ『遊☆戯☆王デュエルモンスターズ』 | 未OCG化 | |
| 魔法の教科書                        | アニメ『遊☆戯☆王デュエルモンスターズ』 | 未OCG化 | 表遊戯                                                                                                 |
| 天よりの宝札                        | 原作 アニメ『遊☆戯☆王デュエルモンスターズ』 アニメ『遊☆戯☆王デュエルモンスターズGX』 遊戯王R | OCGでは原作・アニメと異なるテキスト。「お互いがそれぞれ手札が6枚になるようにデッキからドローする」のテキストを関連するOCGのカードは、「サイレント・バーニング」「蘇りし天空神」「未来への沈黙」の3種類存在する。 | 表遊戯 闇遊戯（アテム）（アニメのみ）                                                                  |
| 竜破壊の証                          | アニメ『遊☆戯☆王デュエルモンスターズ』 | | |
| 拡散する波動                        | 原作 アニメ『遊☆戯☆王デュエルモンスターズ』 遊戯王R | | |
| 二重魔法（ダブルマジック）          | 原作 アニメ『遊☆戯☆王デュエルモンスターズ』 | | |
| デビルズ・サンクチュアリ            | 原作 アニメ『遊☆戯☆王デュエルモンスターズ』 | バトルシティ決勝で海馬から借り受けた。 | |
| ソウルテイカー                      | 原作 アニメ『遊☆戯☆王デュエルモンスターズ』 | | |
| ディメンション・マジック            | 原作 アニメ『遊☆戯☆王デュエルモンスターズ』 アニメ『遊☆戯☆王デュエルモンスターズGX』 遊戯王R 映画『遊☆戯☆王 THE DARK SIDE OF DIMENSIONS』 | アニメDMでは「マジカル・ディメンション」というカードに差し替えられた。劇場版『遊☆戯☆王 THE DARK SIDE OF DIMENSIONS』ではシミュレーションの闇遊戯（アテム）が使用した。                                           | |
| 神々の黄昏（ラグナロク）            | アニメ『遊☆戯☆王デュエルモンスターズ』 | 未OCG化 | |
| レジェンド・オブ・ハート            | アニメ『遊☆戯☆王デュエルモンスターズ』 | | |
| ティマイオスの眼                    | アニメ『遊☆戯☆王デュエルモンスターズ』 | | |
| ヘルモスの爪                        | アニメ『遊☆戯☆王デュエルモンスターズ』 | | |
| 死者転生                            | アニメ『遊☆戯☆王デュエルモンスターズ』 | アニメ『DM』のみ、OCGのイラストとテキストが異なる。 | |
| ブレイブアタック                    | アニメ『遊☆戯☆王デュエルモンスターズ』 | 未OCG化 | |
| 魔法大学（マジカルアカデミー）      | アニメ『遊☆戯☆王デュエルモンスターズ』 | 未OCG化 | |
| ティンクル・ファイブスター          | アニメ『遊☆戯☆王デュエルモンスターズ』 | | |
| パンプアップ                        | アニメ『遊☆戯☆王デュエルモンスターズ』 | 未OCG化 | |
| 手中掌握                            | アニメ『遊☆戯☆王デュエルモンスターズ』 | 未OCG化 | |
| エクスカリバー                      | アニメ『遊☆戯☆王デュエルモンスターズ』 | 未OCG化 | |
| 狂戦士の魂（バーサーカーソウル）    | アニメ『遊☆戯☆王デュエルモンスターズ』 | | |
| マジカル・ビジョン                  | アニメ『遊☆戯☆王デュエルモンスターズ』 | 未OCG化 | |
| 蜘蛛の糸                            | アニメ『遊☆戯☆王デュエルモンスターズ』 | 未OCG化 | |
| 黄泉天輪                            | アニメ『遊☆戯☆王デュエルモンスターズ』 | 未OCG化 | |
| 復活の祭壇                          | アニメ『遊☆戯☆王デュエルモンスターズ』 | 未OCG化 | |
| ワーム・スリップ                    | アニメ『遊☆戯☆王デュエルモンスターズ』 | 未OCG化 | |
| ロイヤル・ストレート                | アニメ『遊☆戯☆王デュエルモンスターズ』 | | |
| マシュマロンのメガネ                | 原作 アニメ『遊☆戯☆王デュエルモンスターズ』 | - | 表遊戯                                                                                                 |
| 時の飛躍-ターンジャンプ             | 原作 アニメ『遊☆戯☆王デュエルモンスターズ』 | 未OCG化 | 表遊戯                                                                                                 |
| 魔封壁                              | 原作 | 未OCG化 | |
| 彼方からの詠唱                      | アニメ『遊☆戯☆王デュエルモンスターズ』 | 未OCG化 | |
| 魔法移し                            | 原作 アニメ『遊☆戯☆王デュエルモンスターズ』 遊戯王R | 初出は原作・闘いの義 未OCG化 | 闇遊戯（アテム）                                                                                       |
| トリッキーズ・マジック4             | 原作 アニメ『遊☆戯☆王デュエルモンスターズ』 | - | 闇遊戯（アテム）                                                                                       |
| 造反劇                              | 原作 アニメ『遊☆戯☆王デュエルモンスターズ』 | - | 闇遊戯（アテム）                                                                                       |
| 同胞の絆                            | 原作 アニメ『遊☆戯☆王デュエルモンスターズ』 | - | 表遊戯                                                                                                 |
| ミラージュ・マジック                | アニメ『遊☆戯☆王デュエルモンスターズ』 | 未OCG化 | 表遊戯                                                                                                 |
| マグネット・リバース                | アニメ『遊☆戯☆王デュエルモンスターズ』 | | 表遊戯                                                                                                 |
| 死の床からの目覚め                  | アニメ『遊☆戯☆王デュエルモンスターズ』 | 未OCG化 | 闇遊戯                                                                                                 |
| ブラック・スピア                    | アニメ『遊☆戯☆王デュエルモンスターズ』 | 未OCG化 | 闇遊戯                                                                                                 |
| マジシャンズ・クロス                | 原作 アニメ『遊☆戯☆王デュエルモンスターズ』 | - | 闇遊戯                                                                                                 |
| 封印の黄金櫃                        | 原作 アニメ『遊☆戯☆王デュエルモンスターズ』 | 原作・アニメDMの相手モンスターの特殊召喚を無効にする効果を関連するOCGカードは「光の黄金櫃」が存在する。 | 表遊戯                                                                                                 |
| 古のルール                          | アニメ『10thアニバーサリー 劇場版 遊☆戯☆王 〜超融合!時空を越えた絆〜』 | - | |
| 師弟の絆                            | アニメ『10thアニバーサリー 劇場版 遊☆戯☆王 〜超融合!時空を越えた絆〜』 | - | |
| 奇跡のマジックゲート                | アニメ『10thアニバーサリー 劇場版 遊☆戯☆王 〜超融合!時空を越えた絆〜』 | - | |
| 黒・魔・導・連・弾                  | アニメ『10thアニバーサリー 劇場版 遊☆戯☆王 〜超融合!時空を越えた絆〜』 | - | |
| ユニオン・アタック                  | 遊戯王R | - | |
| 所有者の刻印                        | 遊戯王R | - | |
| 地獄の烈火炎                        | 遊戯王R | 未OCG化 | |
| 神の進化                            | 遊戯王R | - | 元は月行のカード。                                                                                     |
| 魂の交換-ソウル・バーター-          | 遊戯王R | 未OCG化 | |
| 稲妻の剣                            | 遊戯王R | - | 原作やアニメ第二作目では城之内のみが使用                                                               |
| 武装再生                            | 遊戯王R | | |
| 攻撃の無力化                        | 遊戯王R | OCGでは罠カード。 | 原作やアニメ第二作目では海馬のみが使用。                                                               |
| トイ・ボックス                      | 遊戯王R | | |
| ストライク・バック                  | 遊戯王R | 未OCG化 | |
| 魔導契約の扉                        | 映画『遊☆戯☆王 THE DARK SIDE OF DIMENSIONS』 | - | |
| 罠カード                            | | | |
| 聖なるバリア-ミラーフォース-        | 原作 アニメ『遊☆戯☆王デュエルモンスターズ』 アニメ『遊☆戯☆王デュエルモンスターズGX』 | - | 闇遊戯（アテム）                                                                                       |
| 昇天の角笛                          | アニメ『遊☆戯☆王デュエルモンスターズ』 | | |
| 盗賊の七つ道具                      | アニメ『遊☆戯☆王デュエルモンスターズ』 | | |
| 六芒星の呪縛                        | 原作 アニメ『遊☆戯☆王デュエルモンスターズ』 | 『遊☆戯☆王 (アニメ第1作)』(劇場版)では「闇・十字星の呪縛」、原作文庫版では「呪縛の円陣」、遊戯王Rでは「三角星の呪縛」に差し替えられた。                                                                          | |
| 連鎖破壊                            | 原作 アニメ『遊☆戯☆王デュエルモンスターズ』 | | |
| 砂塵の大竜巻                        | アニメ『遊☆戯☆王デュエルモンスターズ』 | | |
| 一族の掟                            | アニメ『遊☆戯☆王デュエルモンスターズ』 | | |
| 刻の封印                            | アニメ『遊☆戯☆王デュエルモンスターズ』 | | |
| 聖なる輝き                          | アニメ『遊☆戯☆王デュエルモンスターズ』 | | |
| 黒魔族復活の棺                      | アニメ『遊☆戯☆王デュエルモンスターズ』 アニメ『遊☆戯☆王デュエルモンスターズGX』 | - | 原作ではパンドラのみが使用                                                                             |
| 精霊の鏡                            | 原作 アニメ『遊☆戯☆王デュエルモンスターズ』 アニメ『遊☆戯☆王デュエルモンスターズGX』 | | |
| 融合解除                            | 原作 アニメ『遊☆戯☆王デュエルモンスターズ』 | OCG及びアニメでは魔法カード。原作では魔法かつ罠カードというカテゴライズ | |
| 力の集約                            | アニメ『遊☆戯☆王デュエルモンスターズ』 | | |
| 体力増強剤スーパーZ                 | アニメ『遊☆戯☆王デュエルモンスターズ』 | | |
| 重力解除                            | アニメ『遊☆戯☆王デュエルモンスターズ』 | | |
| メテオ・レイン                      | アニメ『遊☆戯☆王デュエルモンスターズ』 | | |
| 魂の綱                              | 原作 アニメ『遊☆戯☆王デュエルモンスターズ』 | - | 表遊戯（アニメのみ）                                                                                   |
| 削りゆく命                          | 原作 アニメ『遊☆戯☆王デュエルモンスターズ』 | | |
| 堕天使の施し                        | アニメ『遊☆戯☆王デュエルモンスターズ』 | 未OCG化 | |
| マジシャンズ・セレクト              | アニメ『遊☆戯☆王デュエルモンスターズ』 | 未OCG化 | |
| ナチュラル・セレクション            | アニメ『遊☆戯☆王デュエルモンスターズ』 | 未OCG化 | |
| ディバイン・ウインド                | アニメ『遊☆戯☆王デュエルモンスターズ』 | 未OCG化 | |
| リダクション・バリアー              | アニメ『遊☆戯☆王デュエルモンスターズ』 | 未OCG化 | |
| 迎撃の盾                            | アニメ『遊☆戯☆王デュエルモンスターズ』 | 未OCG化 | 表遊戯                                                                                                 |
| ソウル・シールド                    | アニメ『遊☆戯☆王デュエルモンスターズ』 | 未OCG化 | |
| 魂のリレー                          | アニメ『遊☆戯☆王デュエルモンスターズ』 | | |
| 黒魔術の報復                        | アニメ『遊☆戯☆王デュエルモンスターズ』 | 未OCG化 | |
| 機動砦 ストロング・ホールド         | 原作 アニメ『遊☆戯☆王デュエルモンスターズ』 | - | 表遊戯                                                                                                 |
| 皹割れゆく斧                        | 原作 アニメ『遊☆戯☆王デュエルモンスターズ』 | - | 表遊戯                                                                                                 |
| 大地の侵食                          | アニメ『遊☆戯☆王デュエルモンスターズ』 | 未OCG化 原作の「皹割れゆく斧」に差し代わって登場した。 | 表遊戯                                                                                                 |
| 召喚時計                            | アニメ『遊☆戯☆王デュエルモンスターズ』 | 未OCG化 | 闇遊戯（アテム）                                                                                       |
| ミラージュ・ルーラー                | アニメ『遊☆戯☆王デュエルモンスターズ』 | 未OCG化 | 表遊戯                                                                                                 |
| マグネット・フォース                | アニメ『遊☆戯☆王デュエルモンスターズ』 | | 表遊戯                                                                                                 |
| ブラック・イリュージョン            | アニメ『遊☆戯☆王デュエルモンスターズ』 | - | 闇遊戯（アテム）                                                                                       |
| マジシャンズ・サークル              | 原作 アニメ『遊☆戯☆王デュエルモンスターズ』 | - | 表遊戯                                                                                                 |
| 幻想の呪縛                          | 遊戯王R | 未OCG化 | |
| 癇癪玉                              | 遊戯王R | 未OCG化 | |
| 砂の砦                              | 遊戯王R | 未OCG化 | |
| クロス・カウンター・トラップ        | 遊戯王R | 未OCG化 | |
| 影の衛兵                            | 遊戯王R | 未OCG化 | |
| 冥府につづく階段                    | 遊戯王R | 未OCG化 | |
| 冥王の間                            | 遊戯王R | 未OCG化 | |
| ブラック・スパイラルフォース        | アニメ『10thアニバーサリー 劇場版 遊☆戯☆王 〜超融合!時空を越えた絆〜』 | 未OCG化 | |
| 時空鎖                              | 映画『遊☆戯☆王 THE DARK SIDE OF DIMENSIONS』 | 未OCG花 | シミュレーションの闇遊戯（アテム）が使用                                                               |
| ディメンション・リフレクター        | 映画『遊☆戯☆王 THE DARK SIDE OF DIMENSIONS』 | | シミュレーションの闇遊戯（アテム）が使用                                                               |
| 機動要塞 メタル・ホールド           | 映画『遊☆戯☆王 THE DARK SIDE OF DIMENSIONS』 | | |
| ダーク・ホライズン                  | 映画『遊☆戯☆王 THE DARK SIDE OF DIMENSIONS』 | | |
| メタモル・クレイ・フォートレス      | 映画『遊☆戯☆王 THE DARK SIDE OF DIMENSIONS』 | | |
| ディメンション・ガーディアン        | 映画『遊☆戯☆王 THE DARK SIDE OF DIMENSIONS』 | | |
| ディメンション・スフィンクス        | 映画『遊☆戯☆王 THE DARK SIDE OF DIMENSIONS』 | | |
| ディメンション・ミラージュ          | 映画『遊☆戯☆王 THE DARK SIDE OF DIMENSIONS』 | | |
| 光の護封霊剣                        | 映画『遊☆戯☆王 THE DARK SIDE OF DIMENSIONS』 | | |
| マジシャンズ・プロテクション        | 映画『遊☆戯☆王 THE DARK SIDE OF DIMENSIONS』 | | |
| ファイナル・ギアス                  | 映画『遊☆戯☆王 THE DARK SIDE OF DIMENSIONS』 | | |

上記の他、名称不明のモンスターが複数存在。教室での決闘でミノタウルスに撃破されたカード複数枚、DEATH-T戦において登場したカード4枚、王国での羽蛾戦で召喚されていたモンスター。

## 担当声優
- 緒方恵美 - アニメ第1作『遊☆戯☆王』
- 風間俊介（アニメ放送当時ジャニーズJr.） - アニメ第2作『遊☆戯☆王デュエルモンスターズ』以降の専任声優
- 長浜満里子 - アニメ第2作『遊☆戯☆王デュエルモンスターズ』赤子時代のアテム
- ダン・グリーン -  アニメ第2作『遊☆戯☆王デュエルモンスターズ』以降の英語版専任声優
- 鯨井康介 - ゲーム『遊☆戯☆王ARC-V TAG FORCE SPECIAL』